# Chiesa di Santa Maria Assunta (Bardi, Pione)
La chiesa di Santa Maria Assunta, nota anche come pieve di Pione, è un luogo di culto cattolico dalle forme neoclassiche, situato nel piccolo borgo di Pione, frazione di Bardi, in provincia di Parma e diocesi di Piacenza-Bobbio; è sede di una parrocchia compresa nel vicariato della Val Taro e Val Ceno.

## Storia
Il luogo di culto originario fu forse costruito in epoca alto-medievale.
Accanto alla pieve, da cui risultavano dipendere nel XIV secolo sei cappelle dei dintorni, sorgeva un ospedale per pellegrini; quest'ultimo fu soppresso nel XV secolo, mentre nel secolo successivo le cappelle furono elevate a sedi parrocchiali autonome, causando il graduale decadimento dell'importanza della pieve.
Nel 1809 l'antico tempio fu demolito e nel contempo furono avviati i lavori di costruzione di una nuova chiesa neoclassica; la prima porzione dell'edificio fu completata nel 1813, mentre la seconda, iniziata nel 1822 unitamente al campanile, fu terminata nel settembre del 1826.
Nel 1931 il luogo di culto fu sottoposto a restauri.
Tra il 1965 e il 1966 la chiesa fu risistemata, mentre nel 1974 il campanile fu ristrutturato.

## Descrizione

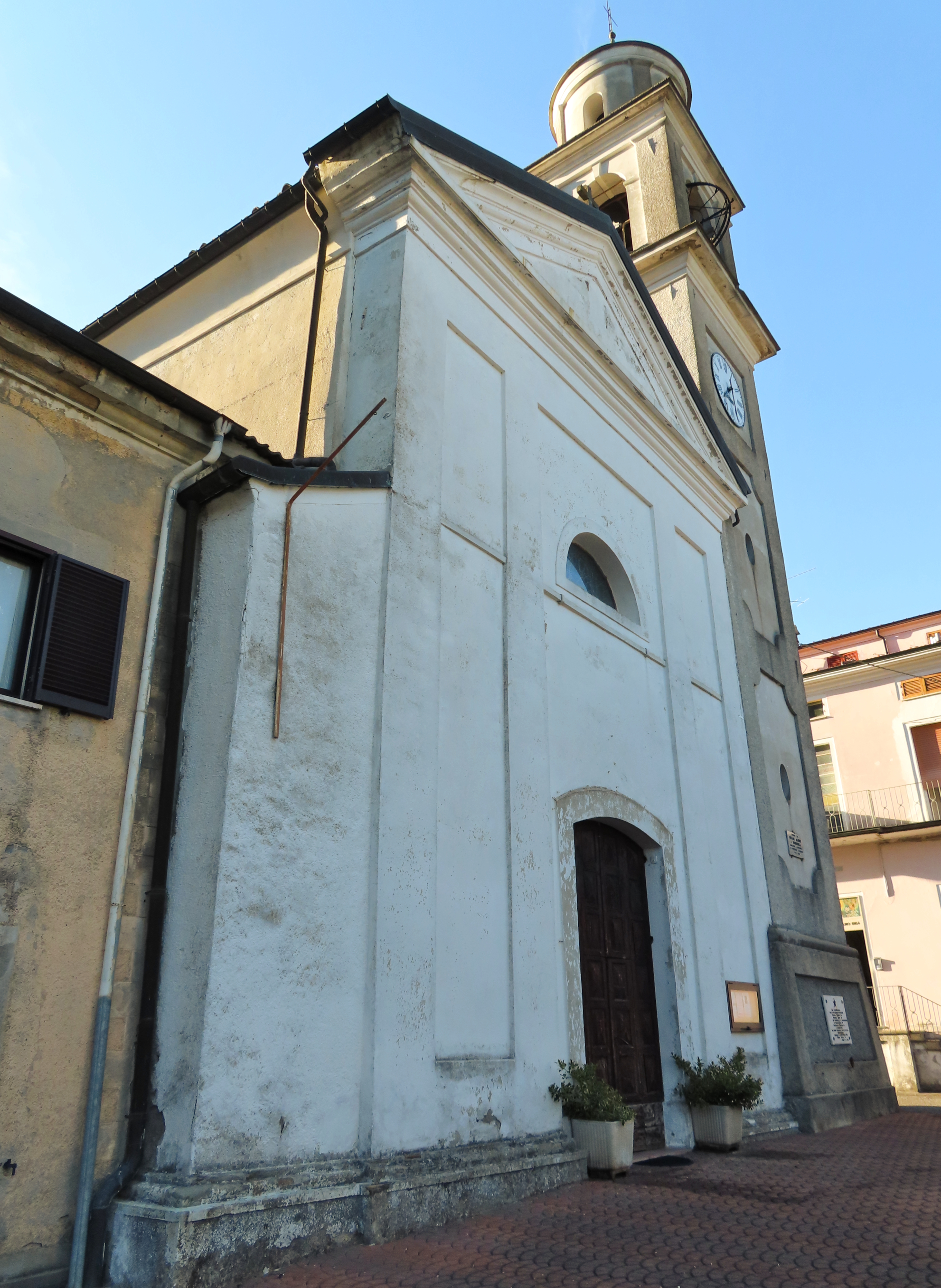
Facciata

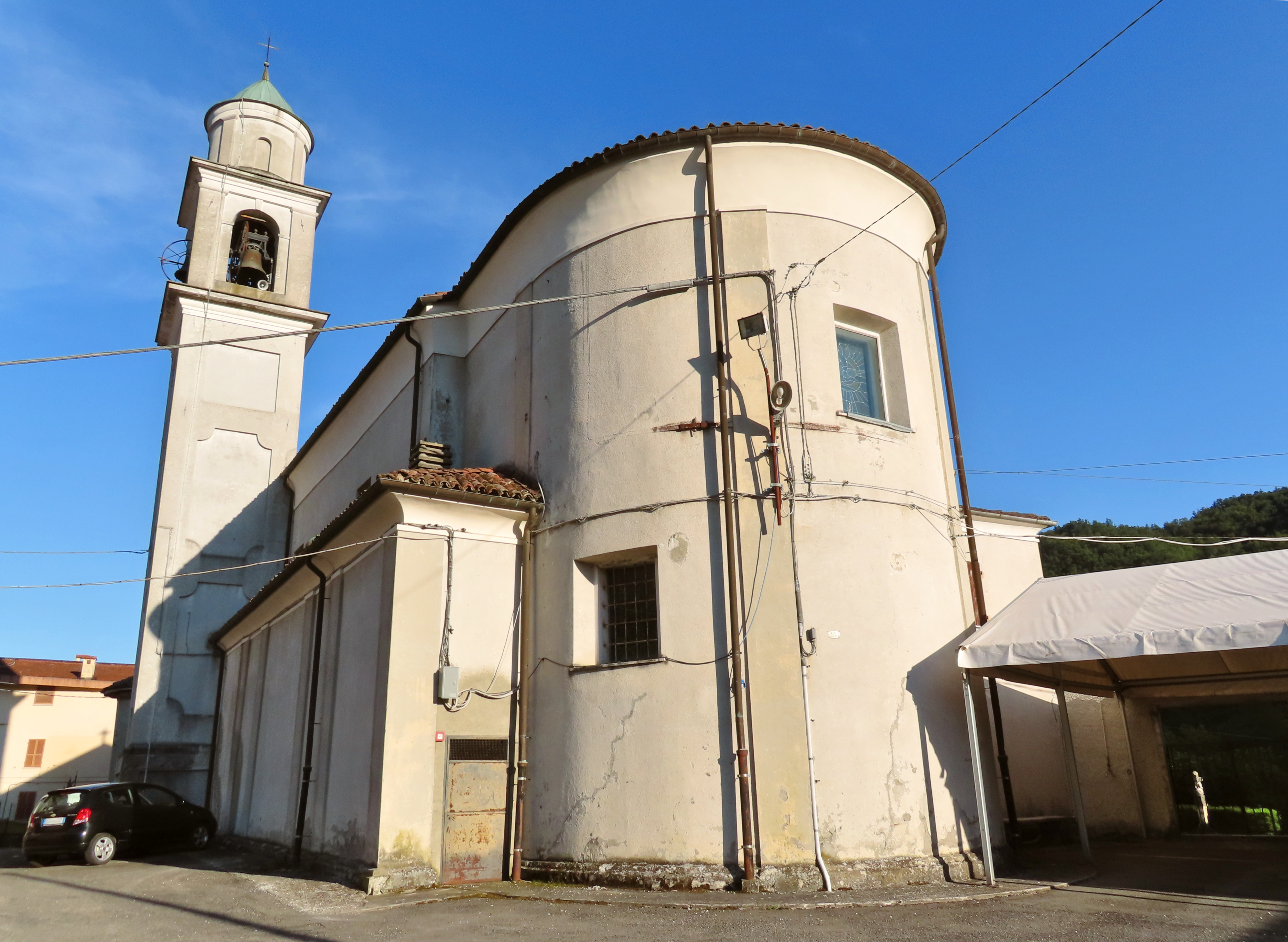
Abside e lato nord

La chiesa si sviluppa su un impianto a navata unica affiancata da una nicchia sulla sinistra e due cappelle per lato, con ingresso a est e presbiterio absidato a ovest.
La simmetrica facciata a capanna, interamente intonacata come il resto dell'edificio, è tripartita da quattro lesene; al centro è collocato l'ampio portale d'ingresso ad arco ribassato, delimitato da una cornice in rilievo, mentre più in alto, al di sopra di un sottile cornicione, si apre un finestrone a lunetta; a coronamento si staglia un frontone triangolare con cornice in aggetto.
Sulla destra, in continuità col prospetto principale, si eleva su un alto basamento a scarpa il campanile, ornato con tre ordini di specchiature rettangolari con spigoli smussati; la cella campanaria si affaccia sulle quattro fronti attraverso ampie monofore ad arco a tutto sesto; in sommità, oltre il cornicione perimetrale in aggetto, si eleva la lanterna a base circolare, ornata con quattro lesene; a coronamento si erge una guglia conica in rame.
Dai fianchi, scanditi da lesene, aggettano i volumi delle cappelle laterali e, sulla sinistra, della sagrestia e della canonica; in sommità si aprono due finestre rettangolari per lato; sul retro si allunga il presbiterio absidato, illuminato da due monofore laterali e da un finestrone centrale strombato.
All'interno la navata è coperta da una volta a botte lunettata, ornata con affreschi raffiguranti soggetti religiosi e motivi geometrici, eseguiti da Ugo Lagasi nel XX secolo; i fianchi sono decorati con una serie di lesene coronate da capitelli dorici in stucco, a sostegno del cornicione perimetrale.
In corrispondenza della prima campata si apre sulla sinistra un nicchione absidato, contenente il fonte battesimale; ai lati della seconda e della terza campata si affacciano, attraverso ampie arcate a tutto sesto, le cappelle, ornate con stucchi eseguiti da Gian Battista Giani tra il 1811 e il 1813; la cappelle, coperte da volte a botte dipinte, sono dedicate rispettivamente a san Michele e a san Biagio sulla destra e alla Madonna Addolorata e alla Madonna del Rosario sulla sinistra.
Il presbiterio, lievemente sopraelevato, è preceduto dall'arco trionfale, retto da paraste doriche; l'ambiente, coperto da una volta a botte lunettata affrescata, accoglie l'altare maggiore in legno dorato retto da telamoni; sul fondo l'abside, scandita da lesene doriche, è chiusa superiormente dal catino con spicchi a vela lunettati; alla base è collocato il coro ligneo intagliato risalente al XVII secolo, mentre al centro si staglia all'interno di un'ancona la pala raffigurante l'Addolorata con il Cristo morto, eseguita da Robert De Longe.